# Свети Иван Рилски (квартал на Варна)
„Свети Иван Рилски“ е квартал на Варна, част от район „Младост“. Старото му име е Михаил Иванов. Кварталът граничи с ж.к. Трошево, бул. „Вл. Варненчик“, Автогара Варна и Централните варненски гробища на север и североизток, с централната градска част и бул. Васил Левски на изток, с ул. „Девня“ на юг и със Западната промишлена зона на запад. В квартала се намират 5 ДЯ „Чуден свят“, ОУ „Свети Иван Рилски“, ОУ „Отец Паисий“ и Православната църква „Свети Пророк Илия“. Има и магазин на голямата хранителна верига „Билла“, а в близост до квартала и магазини от веригите Лидл и Кауфланд. От едната страна на Централните гробища е Мол Варна, а от другата, точно зад автогарата, е Grand Mall.
Кварталът е застроен предимно с еднофамилни къщи, но има и жилищни блокове, главно покрай бул. „Владислав Варненчик“.

## Транспорт
В близост до квартала се намира Автогара Варна, от където пътуват автобуси за много градове и села в страната. В близост е и ж.п. спирка Варна.
Кварталът се обслужва от автобусни линии на градския транспорт с номера 1, 18, 18А, 18/40, 22, 39, 41, 43, 49, 52, 54, 148 и 409.